# Inlandsis de la Cordillère

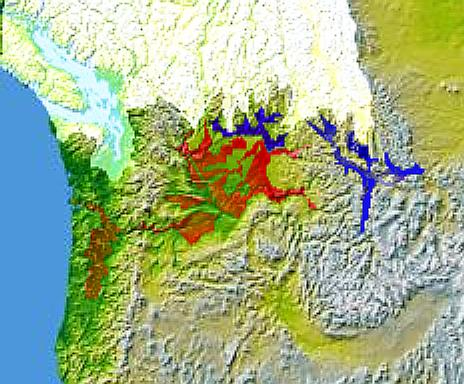
Sud de l'Inlandsis de la Cordillère, avec les lacs glaciaires en bleu

L’inlandsis de la Cordillère, en anglais Cordilleran Ice Sheet, est un inlandsis qui a couvert, pendant les périodes glaciaires du Quaternaire, une grande zone dans l'Amérique du Nord, de l'Alaska à l'État de Washington.